# Abonador
Se llama abonador a la barrena que usan los toneleros para abrir grandes taladros en las pipas. 
Se caracteriza por tener un mango bastante largo por ser necesario manejarla con las dos manos. La barrena está formada por un cilindro de hierro acerado que termina en dientes muy afilados. Tiene una abertura en el costado para expeler el serrín que estos hacen al raer la madera, y del centro del cilindro sobresale una espiga que sirve para asegurar la dirección que deba llevar el taladro, a cuyo efecto se introduce en un agujero pequeño que se hace antes en la duela.